# Main Pyrus DMS
Main Pyrus DMS (früher uniVarc Callimachus und Main//Pyrus DMS) ist ein freies Dokumentenmanagementsystem. Es basiert auf offenen Standards, um sich einfach in heterogene Umgebungen einzufügen. Der Server des Systems läuft auf einem Linux-Betriebssystem. Auf der Client-Seite bietet es einerseits eine Weboberfläche und verfügt über Java-Anwendungen für Windows und Linux. Das System wurde entwickelt, um den Anforderungen kleiner und mittlerer Unternehmen gerecht zu werden, welche Langzeitarchivierung und Dokumentenmanagement benötigen. Main Pyrus DMS besteht aus einer Serveranwendung, welche in C++, und einer Webanwendung, die in PHP entwickelt wurde. Innerhalb der Webanwendung sind die Webseiten in XML definiert.

## Geschichte
Die Entwicklung von Main Pyrus DMS begann 2003. Zu Anfang der Entwicklung hieß es uniVarc. Im Jahr 2005 wurde es dann nach Callimachus umbenannt. Ein Jahr später wurde es Bestandteil des neu gegründeten Unternehmens Main IT GmbH & Co. KG, welche das System zu Main Pyrus DMS umbenannte. Bis 2007 wurde es als closed-source-Anwendung entwickelt. Anfang 2007 wurde es als freie Software unter den Bedingungen der GPL veröffentlicht.

## Merkmale
Das Main Pyrus DMS verfügt über die folgenden Merkmale:
- Dokumentenmanagement
- Schriftgutverwaltung
- Versionierung von Dokumenten
- Verteilte Server
- Mehrsprachigkeit
- Browser-basierte Oberfläche (offiziell unterstützt für Internet Explorer und Firefox)
- Scanner-Unterstützung
- Ausführbare Protokollierung von Änderungen (ähnlich wie Journaling-Dateisystem)
- Umfangreiche Formatkonvertierungen
- Integration mit Common Unix Printing System